# محمد مزمل الحق
محمد مزمل الحق (بالبنغالية: মোহাম্মাদ মোজাম্মেল হক) (من مواليد 20 نوفمبر 1978) هو لاعب كابادي من بنغلاديش.
شارك في دورة الألعاب الآسيوية 2006 في الدوحة بقطر.